# Обермихельбах
Обермихельбах (нем. Obermichelbach) — община в Германии, в земле Бавария. 
Подчиняется административному округу Средняя Франкония. Входит в состав района Фюрт.  Население составляет 3117 человек (на 31 декабря 2010 года). Занимает площадь 9,28 км².
Коммуна подразделяется на 3 сельских округа.

## Население
По оценке на 31 декабря 2015 года население общины Обермихельбах составляет 3230 чел. 

| Дата      | 1840 | 1871 | 1900 | 1925 | 1939 | 1950 | 1961 | 1970 | 1987 | 2011 |
| --------- | ---- | ---- | ---- | ---- | ---- | ---- | ---- | ---- | ---- | ---- |
| Население | 417  | 402  | 408  | 376  | 342  | 531  | 411  | 449  | 1795 | 3102 |

| Год       | 1960 | 1970 | 1980 | 1990 | 2000 | 2009 | 2010 | 2011 | 2012 | 2013 | 2014 | 2015 |
| --------- | ---- | ---- | ---- | ---- | ---- | ---- | ---- | ---- | ---- | ---- | ---- | ---- |
| Население | 415  | 480  | 1588 | 1982 | 2924 | 3082 | 3117 | 3141 | 3173 | 3213 | 3192 | 3230 |

## Известные уроженцы
- Вилль, Георг Андреас (1727-1798) — немецкий историк, философ и педагог.